# 왕세자탄강진하도 병풍
왕세자탄강진하도 병풍(王世子誕降陳賀圖 屛風)은 서울특별시 종로구 국립고궁박물관에 있는 조선시대의 병풍이다. 2005년 8월 12일 대한민국의 보물 제1443호로 지정되었다.

## 지정 사유
왕세자탄강진하도병풍은 전체 10폭으로 구성되었으며, 8폭에 걸쳐 진하례 광경이 그려져 있고 좌우 양쪽 끝 폭에는 관원들의 좌목과 성명이 적혀 있다. 1874년(고종 11) 왕세자(훗날 대한제국 순종, 1874~1926)가 태어난 것을 축하하기 위하여 그해 2월 14일에 창덕궁 인정전에서 거행한 진하례 의식 광경을 그린 궁중기록화이다.
병풍의 그림에는 진하례가 열리고 있는 창덕궁 인정전을 중심에 배치하고 양쪽 옆으로 주변의 다른 건물들과 나무, 산봉우리 등을 그렸으며, 각 인물들과 건물 등이 모두 짙은 색채로 섬세하게 묘사되었다. 전체적으로 평행사선구도가 이용되었으며 진하례 광경은 부감법(俯瞰法)을 써서 표현하였다. 인정전 건물의 기둥과 벽면을 훨씬 높게 표현함으로써 실내에서 벌어지고 있는 광경들까지 빠짐없이 보여주고 있다. 그러나 필묘와 채색, 묘사 면에서 다소 수준이 떨어지고 규모도 작아서 내입건의 병풍은 아닐 것이며, 당시 관원들이 제작하여 나누어 가진 계병 중 한 점일 것이다. 그럼에도 불구하고 당시 행사를 기록한 계병으로는 매우 희귀한 작품이다.

## 같이 보기
- 진하례
- 대한제국 순종

## 참고 자료
- 왕세자탄강진하도 병풍 - 국가유산청 국가유산포털